# Edon Maxhuni
Edon Maxhuni (Hyvinkää, 21 marzo 1998) è un cestista finlandese con cittadinanza kosovara.

## Carriera
Con la Finlandia ha disputato i Campionati europei del 2022.

## Palmarès
- Campionato olandese: 1

Heroes Den Bosch: 2021-22